# Philodendron grandipes
Philodendron grandipes är en kallaväxtart som beskrevs av Kurt Krause. Philodendron grandipes ingår i släktet Philodendron och familjen kallaväxter. Inga underarter finns listade.